# 匈牙利工人党 (1878年)
匈牙利工人党（匈牙利語：Magyarországi Munkáspárt，缩写为MÁMP）是匈牙利历史上的一个社会主义政党，成立于1878年选举期间左右。该党主要由布达佩斯的社会主义者组成，致力于创建工会，争取最低工资和10小时工作制。该党的主要刊物是《人民的话》。该党与当时匈牙利的另一个社会主义政党非选民党存在冲突，并指责其为政府的傀儡；但在1880年5月16日，这两个政党合并为匈牙利总工人党。